# Sergei Lwowitsch Sobolew
Sergei Lwowitsch Sobolew (russisch Сергей Львович Соболев, wiss. Transliteration Sergej Lʹvovič Sobolev; * 6. Oktober 1908 in Sankt Petersburg; † 3. Januar 1989 in Moskau) war ein sowjetischer Mathematiker, der sich vor allem mit partiellen Differentialgleichungen und numerischer Mathematik beschäftigte.

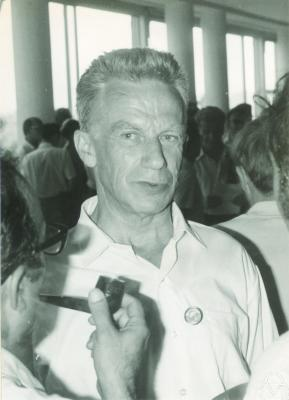
Sobolew 1970

## Leben und Wirken
Sobolew war der Sohn eines Anwalts (mit Vorfahren bei den sibirischen Kosaken), der aber starb, als Sobolew noch ein Kind war. Er wurde von seiner Mutter aufgezogen, die Lehrerin am Medizinischen Institut in Petrograd war. Während des Bürgerkriegs lebte er mit seiner Mutter in Charkow und zog erst 1923 wieder nach Petrograd. Er begann 1925 an der Universität Leningrad Mathematik unter anderem bei Nikolai Maximowitsch Günter, Smirnow und Fichtenholz zu studieren. 1929 beendete er sein Studium und unterrichtete unter anderem am Seismologischen und Elektrotechnischen Institut in Leningrad. Gleichzeitig veröffentlichte er Arbeiten über partielle Differentialgleichungen. 1932 holte ihn Winogradow ans Steklow-Institut (das damals noch in Leningrad war), wo er mit Smirnow zusammenarbeitete, unter anderem über Differentialgleichungen der Elastizitätstheorie (er löste das Problem von Horace Lamb über Wellenlösungen im elastischen Halbraum) und der Theorie der Beugung.
1934 zog er mit dem Steklow-Institut nach Moskau, wo er ab 1935 die Abteilung Differentialgleichungen leitete. Gleichzeitig war er 1935 bis 1957 Professor an der Lomonossow-Universität. Während des Zweiten Weltkriegs war er Direktor des Steklow-Instituts, das zeitweilig nach Kasan evakuiert war. In dieser Zeit arbeitete er unter Kurtschatow im sowjetischen Atombombenprojekt – er war mit I. K. Kikoin für die Entwicklung und industrielle technische Umsetzung der Uranisotopenanreicherung in Gasdiffusionsanlagen verantwortlich. Außerdem war er Hauptassistent von Kurtschatow im Labor 2. Daneben fand er noch Zeit, sein Hauptwerk über Funktionalanalysis am LIPAN (wie das Labor 2 von Kurtschatow nach 1949 hieß) zu schreiben. Er befasste sich auch mit numerischen Untersuchungen zum dynamischen Verhalten von Kernreaktoren. In dieser Zeit waren Sobolew Auslandskontakte verboten. Seine Eingebundenheit in das sowjetische Kerntechnikprogramm war ein wesentlicher Grund, warum er seine Untersuchungen über verallgemeinerte Funktionen aus den 1930er Jahren nicht fortsetzen konnte, während in Frankreich Laurent Schwartz die Theorie Ende der 1940er Jahre entwickelte und im Westen als Vater der Theorie der Distributionen galt.
Nach dem Zweiten Weltkrieg setzte er seine Hinwendung zur Numerischen Mathematik fort und leitete die Abteilung Numerische Mathematik an der Lomonossow-Universität von 1952 bis 1960. Ab 1956 war er Gründungsdirektor des Mathematischen Instituts der Sibirischen Abteilung der Sowjetischen Akademie der Wissenschaften in Nowosibirsk/Akademgorodok und außerdem von 1960 bis 1978 Professor an der Universität Nowosibirsk.
1933 wurde er korrespondierendes Mitglied und 1939 volles Mitglied der Sowjetischen Akademie der Wissenschaften. Außerdem war er Mitglied der Académie des sciences in Paris und der Accademia dei Lincei sowie seit 1963 Ehrenmitglied (Honorary Fellow) der Royal Society of Edinburgh. 1941 erhielt er den Stalin-Preis. Er erhielt außerdem drei sowjetische Staatspreise und 1988 die Lomonossow-Goldmedaille der Sowjetischen Akademie der Wissenschaften. 1951 wurde er Held der sozialistischen Arbeit. 1966 war er Invited Speaker auf dem Internationalen Mathematikerkongress (ICM) in Moskau (Theorie der Approximation der Integrale von Funktionen mehrerer Veränderlicher) und 1962 in Stockholm (Quelques questions de la théorie des intégrations numériques et de lʹinterpolation pour les fonctions de plusieurs variables indépendantes; Les formules de lʹintégration numérique sur la surface de sphère).
In den 1930er Jahren war er am Steklow-Institut tätig, führte die Sobolew-Räume ein und bewies Normabschätzungen für Einbettungssätze. Er führte (beeinflusst unter anderem durch Untersuchungen von Jacques Hadamard) Mitte der 1930er Jahre verallgemeinerte Funktionen (von Schwartz Distributionen genannt) ein, zunächst bei Untersuchungen zur Wellengleichung. Er trug darüber auf dem zweiten sowjetischen Mathematikerkongress 1934 vor und veröffentlichte 1935 und 1936 zwei wichtige Arbeiten. Die Arbeiten waren französischen Mathematikern wie Hadamard (der regelmäßig die Sowjetunion besuchte und zum Beispiel 1930 Sobolev traf) und Jean Leray bekannt, und auch Schwartz kannte sie.
Ab den 1940er Jahren wandte er sich der Numerischen Mathematik zu, insbesondere der numerischen Quadratur von mehrdimensionalen Funktionen.
Wera Nikolajewna Maslennikowa war eine Mitarbeiterin Sobolews.

## Schriften
- Einige Anwendungen der Funktionalanalysis auf Gleichungen der mathematischen Physik, Berlin, Akademie Verlag 1964, (Russisches Original 1950, englische Übersetzung American Mathematical Society 1963)
- Cubature formulas and modern analysis, Gordon and Breach 1992
- mit V. Vaskevich: The theory of cubature formulas, Kluwer 1997
- Imbedding theorems, American Mathematical Society Translations Series, 1970
- On a boundary value problem for polyharmonic equations, American Mathematical Society Translations Series, 1963
- Selected Works, 2 Bände, Springer 2006 (Herausgeber Gennadi Demidenko, Vladimir Vaskevich).
- Méthode nouvelle à résoudre le problème de Cauchy pour les équations linéaires hyperboliques normales, Matematicheskii Sbornik, Band 1, 1936, S. 39–72, Online (Französisch, Einführung von Distributionen)
- Sur un théorème dʹanalyse fonctionnelle (russisch mit französischer Zusammenfassung), Matematicheskii Sbornik, Band 4, 1938, S. 471–497 (Einbettungstheorem von Sobolew)